# Списък на химически теми

## А
- Агрегатно състояние
- Азид
- Азот
- Азотен оксид
- Азотизация
- Азотиста киселина
- Азотна киселина
- Азотна наркоза
- Акумулатор
- Алкалоземни метали
- Алкан
- Алкен
- Алкин
- Алкохол
- Амоняк
- Анион
- Аргон
- Арсен
- Атом
- Атомен номер
- Атомен радиус
- Атомно ядро
- Арени
- Алуминотермия
- Алканпропиоли

## Б
- Барий
- Бром
- Бисмут
- Белтък
- Бор

## В
- Валентност
- Водород
- Водороден показател
- Въглерод
- Въглеродна стомана
- Въглеводород
- Въглехидрат
- Възбудено състояние на атома
- Ванадий
- Волфрам
- Вулканизация
- Валерианова киселина

## Г
- Газ
- Газиране
- Галваничен елемент
- Галий
- Глауберова сол
- Глюкоза
- Горивен елемент
- Група на периодичната система
- Група 1 на периодичната система
- Група 2 на периодичната система
- Глицерол

## Д
- ДДТ
- Дестилация
- Дисперсна система
- Дехидратация

## Е
- Еквивалент
- Екстази
- Електролит
- Електронен аналог
- Електроотрицателност
- Електронно сродство
- Етилов алкохол
- Екстракция
- Етан
- Етен
- Етин
- Естерификация

## Ж
- Желязо
- Живак

## З
- Закон на Хес
- Захар
- Захароза
- Злато

## И
- Изобар (ядрена физика)
- Изотоп
- Инертен газ
- Изомерия
- Иридий

## Й
- Йод
- Йон
- Йонизационна енергия
- Йонна химична връзка
- Йонно произведение на водата
- Йонизация

## К
- Калий
- Калций
- Катион
- Каучук
- Киселина
- Киселинен оксид
- Кислород
- Ковалентна химична връзка
- Кокаин
- Количествена характеристика на атома
- Криптон
- Ксенон

## Л
- Лакмус
- Лауринова киселина
- Литий

## М
- Мед (елемент)
- Меден оксид
- Метал
- Метанол
- Метод на валентните връзки
- Метод на молекулните орбитали
- Мол
- Молекула
- Мазнини
- Мравчена киселина
- Моларизация

## Н
- Наркотични вещества
- Натриев хлорид
- Натрий
- Неелектролит
- Неон
- Неорганична химия
- Неутрален оксид
- Нитроглицерин

## О
- Озон
- Окислително число
- Оксалова киселина
- Олеинова киселина
- Основно състояние на атома
- Органична химия
- Оксиди
- Оцетна киселина

## П
- Палмитинова киселина
- Период на периодичната система
- Периодична система на елементите
- Плазма
- Поливинилхлорид
- Полимер
- Полиуретан
- Пореден номер
- Правило на Клечковски
- Принцип на Льо Шателие-Браун
- Принцип на Паули

## Р
- Радон
- Разтвори
- Реакция за доказване на катион и анион
- Реакция за доказване на органично съединение

## С
- Салицилова киселина
- Сол
- Сплав
- Стеаринова киселина
- Степен на електролитна дисоциация
- Степен на окисление
- Стереохимия
- Стъкло
- Сублимация
- Сяра
- Сярна киселина

## Т
- Таблица за реакциите между водни разтвори и електролити
- Талк
- Теория на Брьонстед и Лаури
- Течност
- Топлинен ефект

## У
- Уабаин
- Урацил

## Ф
- Философски камък
- Фосфор
- Фосфорна киселина
- Фреон

## Х
- Халоген
- Хелий
- Хероин
- Химична връзка
- Химична реакция
- Химично равновесие
- Химик
- Химичен елемент
- Химични елементи по атомен номер
- Химия
- Хитин
- Хлор
- Холестерол
- Хомоложен ред

## Ц
- Царска вода
- Целулоза
- Циклично съединение

## Ч
- Число на Авогадро

## Я
- Янтарна киселина